# Ochtum
La Ochtum è un fiume tedesco lungo circa 26 km. È un affluente alla sinistra orografica del  Weser, nella Bassa Sassonia e nella Libera città anseatica di Brema.

## Corso del fiume
La Ochtum nasce nella Bassa Sassonia solo ad un paio di chilometri a sud di Brema presso Weyhe, formato dalla confluenza della Hache con il Süstedter Bach nel Kirchweyher See. Scorrendo verso nord-ovest la Ochum costituisce parte della linea di confine fra il Land della Libera Città anseatica di Brema e quello della Bassa Sassonia. Attraversa quindi la città di Brema nei sobborghi di Brema-Kattenesch, Brema-Huchting e Brema-Strom, il Parco alla sinistra del Weser e l'area naturale protetta di Ochtumniederung bei Brokhuchting. Un secondo ramo del fiume corre a nord presso Grolland e si unisce al ramo principale nell'area naturale protetta. Corre poi lungo Delmenhorst-Hasbergen e Lemwerder-Deichshausen per sfociare poi fra Lemwerder-Altenesch e Brema-Seehausen nel Weser.

## Affluenti
Gli affluenti della Ochtum provengono esclusivamente dalla sua sinistra orografica e sono:
- Hombach
- Stuhrgraben
- Varreler Bäke
- Delme

## Storia
- 1158 - la Ochtum viene citata inizialmente come Ochtmund (= Estuario della Ochtum). Successivamente come Ochen, Ochtmoni o Oggen;
- 1234 - battaglia di Altenesch;[1]
- 1400 - primo imbrigliamento della Ochtum;
- 1571 - rottura degli argini della Ochtum;
- 1833 - nel Warfeld la Ochtum viene spostata in altro letto vicino, perdendo molte delle sue anse ma il flusso della corrente viene così migliorato;
- 1881 - a causa di una forte piena la parte centrale del Weser rompe gli argini e una grossa parte delle sue acque si riversa nell'Ochtum;
- 1962 - a causa della mareggiata del 16/17 febbraio anche il bassopiano intorno alla Ochtum viene completamente inondato e il sobborgo di Brema Huchting isolato dalla città.  In Huchting persero la vita molte persone;
- 1966 - il 28 gennaio l'aeromobile del volo Lufthansa 005 ebbe un incidente dopo una manovra di riattacco durante l'atterraggio sull'aeroporto di Brema e cadde nella Ochtum. Tutti i 42 passeggeri ed i 4 membri dell'equipaggio persero la vita;
- 1973 - a novembre e dicembre numerose mareggiate crearono gravi danni fra la foce del fiume e Huchting; una persona perse la vita;
- 1976 - in gennaio due forti mareggiate causarono gravi danni fra Huchting ed Ochtummündung. Quella del 3 gennaio portò le acque di piena alla medesima altezza raggiunta nel 1962
- 1976 - il 2 giugno furono ultimati i lavori di sbarramento del fiume presso Altenesch;
- 1989/1990 - spostamento di una parte del corso del fiume lunga 5,4 km attraverso il Parco sulla sinistra del Weser per poter utilizzare appieno l'esistente pista di decollo dell'Aeroporto di Brema.

## Economia

### Importanza come via di trasporto
La Ochtum fu utilizzata fino agli anni cinquanta del XX secolo come via di transito per il trasporto di merci e specialmente per quello della torba dal Teufelsmoor, da usare come combustibile. Piazze commerciali si trovavano fra le altre ad Hasberger sulla Delme ed a Strom. In quelle località sia la Delme che l'Ochtum erano provvisti di chiuse.
Un ulteriore porto fluviale commerciale si trovava nell'omonima località e fungeva fino alla metà degli anni settanta come porto per materiali da costruzione, in particolare sabbia e ghiaia.
Dopo la costruzione dello sbarramento sull'Ochtum il porto, nel 1976, fu spostato subito a valle del medesimo mentre il traffico fluviale a monte dello sbarramento fu chiuso con la sola eccezione per la navigazione da diporto.